# 瑞穂市総合センター
瑞穂市総合センター（みずほしそうごうセンター）は、岐阜県瑞穂市にある公共施設である。
愛称はココロかさなるCCNセンター。

## 概要
福祉、健康、生涯学習の拠点。文化振興の拠点となる複合施設である。
1994年（平成6年）に本巣郡穂積町の「穂積町総合福祉センター」として開館。2003年（平成15年）に穂積町と巣南町が合併し瑞穂市が発足と同時に瑞穂市総合センターに改称した。
大ホール「サンシャインホール」は音響効果に優れた造りになっている。
2022年（令和4年）10月にCCNとネーミングライツを締結。2023年（令和5年）4月より愛称がココロかさなるCCNセンターとなる。

## 施設

### 1階（福祉サービス、文化エリア）
- 大ホール「サンシャインホール」　定員1,012人（固定席・母子室・車椅子席）
  - 楽屋（1 - 3）
- （瑞穂市役所）地域福祉高齢課
- 瑞穂市社会福祉協議会

など

### 2階（福祉サービス、文化エリア）
- 多目的ホール「あじさいホール」　定員190人
- 福祉センター
  - 浴室
  - 日常生活訓練室

など

### 3階（健康づくりエリア）
- 調理実習室
- 診察室
- 保健指導室

など

### 4階（生涯学習エリア）
- リハーサル室
- 和室研修室
- 創作室
- OA研修室

など

### 5階（生涯学習エリア）
- 修養室
- 会議室（1 - 4）

など

## 利用案内
- 利用時間 : 9:00 - 21:30
- 休館日 : 年末年始（12月29日～1月3日）

## 交通アクセス
- JR東海道本線 穂積駅下車、徒歩で約7分。
- 国道21号（岐大バイパス）「穂積中原交差点」より県道23号北方多度線（本巣縦貫道）を北上、車で約1分。

※ 駐車場は瑞穂市役所駐車場と共用。

## 周辺
- 瑞穂市役所
- 瑞穂市民センター
- 瑞穂市立穂積小学校
- 瑞穂市立穂積中学校
- 瑞穂市図書館
- 穂積駅